# ألبرت نولان
ألبرت نولان (بالإنجليزية: Albert Nolan)‏ هو قسيس جنوب أفريقي، (1934-2022).